# زجاج مقسى
الزجاج المقسى هو نوع من زجاج الأمان تم تصنيعه بتحكيمه بواسطة المعالجة الحرارية أو الكيميائية لزيادة قوته مقارنة بالزجاج العادي. تؤدي التقسية إلى ضغط الأسطح الخارجية وجعل الداخلية في حالة شد وتوتر. ويسبب هذه الإجهاد عندما ينكسر الزجاج إلى تحطيمها إلى قطع حبيبية صغيرة بدلاً من إن تنقسم إلى شظايا كبيرة كما يحدث للزجاج العادي الملدن. وبالتالي يصبح الزجاج المقسى آمنًا تمامًا للشخص لأنه عندما يتم كسر الزجاج يتحول إلى قطع صغيرة ذات حواف غير حادة لا يمكن أن تصيب أي شخص.
يستخدم الزجاج المقسى في تصنيع الأبواب الزجاجية، أقسام المكاتب، درابزينات الدرج، نوافذ المتاجر، الحمامات، الستائر، واجهات الزجاج، إلخ.